# Опасная близость (сериал)
«Опасная близость» — российская многосерийная драма. Премьера состоялась 20 марта 2025 года в онлайн-кинотеатре Start .

## Сюжет
Главная героиня Анна — успешный пластический хирург в собственной клинике. Она была перфекционисткой и построила идеальную семью, где нет места чужим ошибкам и проступкам. Исключением была её дочь, которая сопротивлялась требованиям и ожиданиям матери.
Однажды муж Анны попадает в автомобильную аварию, вместе с ним в машине оказалась блогер и певица Женя, которая, как выяснилось, была его любовницей. Аня узнаёт о предательстве мужа, и она осознаёт, что всё, к чему она так стремилась, разрушено. Она решает отомстить.

## В ролях
| Актёр              | Роль                |
| ------------------ | ------------------- |
| Елизавета Боярская | Анна                |
| Артур Бесчастный   | Виктор, муж Анны    |
| Леонид Бичевин     | Олег                |
| Игорь Иванов       | Дмитрий             |
| Артём Быстров      | Власов, следователь |
| Маргарита Силаева  | Соня                |
| Софья Лебедева     | Ольга               |
| Максим Матузный    | Илья                |
| Дарья Румянцева    | Наталья, жена Олега |
| Юлия Марченко      | Лика                |
| Чингиз Гараев      | Данияр              |
| Евгения Леонова    | Женя                |
| Анастасия Дашина   | Лена                |
| Степан Емельянов   | Влад                |
| Мария Чувилина     | Нина Сергеевна      |
| Николай Кисличенко | эксперт-криминалист |
| Светлана Кутузова  | психиатр            |
| Алексей Шаранин    | сотрудник питомника |
| Николай Алипа      | опер                |
| Александр Втулкин  | опер                |
| Денис Сладков      | водитель фуры       |
| Александр Удалов   | охранник            |
| Андрей Целяков     | Антон               |
| Павел Чернявский   | охранник на КПП     |
| Дарья Буткеева     | дежурная медсестра  |

## Производство
Сериал снят по заказу онлайн-кинотеатра START. Съёмки начались в начале октября  2024 года и завершились в ноябре. Они прошли в Москве и Подмосковье.
Для новой роли Елизавета Боярская смотрела многочасовые видео пластических операций, разговаривала с практикующими врачами и отрабатывала хирургические навыки на специальном силиконовом тренажере. Также актриса освоила игру в большой теннис и сменила длинные локоны на короткую стрижку.
Премьера состоялась 20 марта 2025 года в онлайн-кинотеатре Start.

## О фильме
Елизавета Боярская, актриса:
Для меня это история прежде всего про то, что нельзя доводить отношения до той стадии, когда будет уже невозможно разговаривать друг с другом.

Иван Китаев, режиссёр:
Нам всем хочется думать, что то, что нас не убивает, делает нас сильнее. А если это убивает нас не сразу, а понемногу, капля за каплей, день за днем? Как, например, пережить душевную боль, которую нам причиняют самые близкие люди? Жены — мужьям, мужья — женам, дети — родителям, родители — детям. Ведь именно близкие ранят нас сильнее всего. Как с этой болью жить дальше? Вытеснить её и попытаться простить человека? Если да, то как? Не простить и решить отомстить — но решит ли месть твою проблему и избавит ли от боли? Это очень сложные вопросы… Каждый сам ищет на них ответы… Об этом наша история.